# Talipao
Talipao is een gemeente in de Filipijnse provincie Sulu op het eiland Jolo. Bij de laatste census in 2007 had de gemeente bijna 86 duizend inwoners.

## Geografie

### Bestuurlijke indeling
Talipao is onderverdeeld in de volgende 52 barangays:
| - Andalan - Bagsak - Bandang - Bilaan - Bud Bunga - Buntod - Buroh - Dalih - Gata - Kabatuhan Bilaan - Kabatuhan Tiis - Kabungkol - Kagay - Kahawa - Kandaga - Kanlibot - Kiutaan - Kuhaw | - Kulamboh - Kuttong - Lagtoh - Lambanah - Liban - Liu-Bud Pantao - Lower Binuang - Lower Kamuntayan - Lower Laus - Lower Sinumaan - Lower Talipao - Lumbayao - Lumping Pigih Daho - Lungkiaban - Mabahay - Mahala - Mampallam | - Marsada - Mauboh - Mungit-mungit - Niog-Sangahan - Pantao - Samak - Talipao Proper - Tampakan - Tiis - Tinggah - Tubod - Tuyang - Upper Binuang - Upper Kamuntayan - Upper Laus - Upper Sinumaan - Upper Talipao |

## Demografie
Talipao had bij de census van 2007 een inwoneraantal van 85.920 mensen. Dit zijn 12.905 mensen (17,7%) meer dan bij de vorige census van 2000. De gemiddelde jaarlijkse groei komt daarmee uit op 2,27%, hetgeen hoger is dan het landelijk jaarlijks gemiddelde over deze periode (2,04%). Vergeleken met de census van 1995 is het aantal mensen met 19.352 (29,1%) toegenomen.

De bevolkingsdichtheid van Talipao was ten tijde van de laatste census, met 85.920 inwoners op 380,57 km², 225,8 mensen per km².